# Коренные малочисленные народы Севера, Сибири и Дальнего Востока Российской Федерации
Коренные малочисленные народы Севера, Сибири и Дальнего Востока Российской Федерации (далее — малочисленные народы Севера) — народы численностью менее 50 тысяч человек, проживающие в северных районах России, в Сибири и на российском Дальнем Востоке на территориях традиционного расселения своих предков, сохраняющие традиционные образ жизни, хозяйствование и промыслы и осознающие себя самостоятельными этническими общностями.

## Перечень малочисленных народов Севера
Согласно утверждённому Правительством Российской Федерации перечню коренных малочисленных народов Севера, Сибири и Дальнего Востока Российской Федерации, к таким народам относятся (разбивка по языковым группам по родному языку, сортировка по численности народа в России согласно переписи 2021):

### Тунгусо-маньчжурские языки
- Эвенки (39 226)
- Эвены (19 913)
- Нанайцы (11 623)
- Ульчи (2472)
- Удэгейцы (1325)
- Орочи (527)
- Негидальцы (481)
- Ороки (268)

Всего: 75 835 человек

### Финно-угорские языки
- Ханты (31 467)
- Манси (12 228)
- Вепсы (4534)
- Саамы (1530)

Всего: 49 759 человек

### Самодийские языки
- Ненцы (49 646)
- Селькупы (3458)
- Нганасаны (687)
- Энцы (201)

Всего: 53 992 человека

### Тюркские языки
- Шорцы (10 507)
- Долганы (8157)
- Тувинцы-тоджинцы (7278)
- Сойоты (4368)
- Тубалары (3620)
- Теленгиты (2730)
- Кумандинцы (2408)
- Телеуты (2217)
- Челканцы (1290)
- Тофалары (719)
- Чулымцы (382)

Всего: 43 676 человек

### Палеоазиатские языки
- Чукчи (16 200)
- Коряки (7485, включая алюторцев)
- Нивхи (3842)
- Ительмены (2596)
- Юкагиры (1802)
- Эскимосы (1657)
- Кеты (1088)
- Чуванцы (900)
- Алеуты (397)
- Алюторцы (96, в переписи включены в число коряков)
- Кереки (23)

Всего: 35 990 человек

### Славянские языки
- Камчадалы (1547)

### Сино-тибетские языки
- Тазы (235)

## Места традиционного проживания и виды традиционной хозяйственной деятельности
Перечень мест традиционного проживания и традиционной хозяйственной деятельности и перечень видов традиционной хозяйственной деятельности малочисленных народов Севера утверждены Правительством Российской Федерации. Культурно освоенный ареал с маршрутами кочёвок оленеводов, сезонными маршрутами охотников, собирателей, рыболовов, священными, рекреационными местами и прочее, который обеспечивает их традиционный образ жизни, крайне обширный: от долган и нганасан на полуострове Таймыр до удэгейцев на юге России, от алеутов на Командорских островах до саамов на Кольском полуострове.
Согласно перечню видов традиционной хозяйственной деятельности к ним относятся:
- Животноводство, в том числе кочевое (оленеводство, коневодство, яководство, овцеводство).
- Переработка продукции животноводства, включая сбор, заготовку и выделку шкур, шерсти, волоса, окостенелых рогов, копыт, пантов, костей, эндокринных желез, мяса, субпродуктов.
- Собаководство (разведение оленегонных, ездовых и охотничьих собак).
- Разведение зверей, переработка и реализация продукции звероводства.
- Бортничество, пчеловодство.
- Рыболовство (в том числе морской зверобойный промысел) и реализация водных биологических ресурсов.
- Промысловая охота, переработка и реализация охотничьей продукции.
- Земледелие (огородничество), а также разведение и переработка ценных в лекарственном отношении растений.
- Заготовка древесины и недревесных лесных ресурсов для собственных нужд.
- Собирательство (заготовка, переработка и реализация пищевых лесных ресурсов, сбор лекарственных растений).
- Добыча и переработка общераспространённых полезных ископаемых для собственных нужд.
- Художественные промыслы и народные ремесла (кузнечное и железоделательное ремесло, изготовление утвари, инвентаря, лодок, нарт, иных традиционных средств передвижения, музыкальных инструментов, берестяных изделий, чучел промысловых зверей и птиц, сувениров из меха оленей и промысловых зверей и птиц, иных материалов, плетение из трав и иных растений, вязание сетей, резьба по кости, резьба по дереву, пошив национальной одежды и другие виды промыслов и ремесел, связанные с обработкой меха, кожи, кости и других материалов).
- Строительство национальных традиционных жилищ и других построек, необходимых для осуществления традиционных видов хозяйственной деятельности.

### Сдерживающие факторы устойчивого развития
Положение малочисленных народов Севера в последние десятилетия осложнено неприспособленностью их традиционного образа жизни к современным экономическим условиям. Низкая конкурентоспособность традиционных видов хозяйственной деятельности обусловлена малыми объёмами производства, высокими транспортными издержками, отсутствием современных предприятий и технологий по комплексной переработке сырья и биологических ресурсов.
Кризисное состояние традиционных видов хозяйственной деятельности привело к обострению социальных проблем. Уровень жизни значительной части граждан из числа малочисленных народов Севера, проживающих в сельской местности или ведущих кочевой образ жизни, ниже среднероссийского. Уровень безработицы в районах Севера, где проживают малочисленные народы Севера, в 1,5—2 раза превышает средний по Российской Федерации.
Интенсивное промышленное освоение природных ресурсов северных территорий Российской Федерации также существенно сократило возможности ведения традиционных видов хозяйственной деятельности малочисленных народов Севера. Из традиционного хозяйственного оборота изъяты значительные площади оленьих пастбищ и охотничьих угодий. Часть используемых прежде для традиционных промыслов рек и водоёмов в связи с экологическими проблемами потеряли своё рыбохозяйственное значение.
6 ноября 2019 года по требованию Минюста РФ Мосгорсуд ликвидировал правозащитную организацию Центр содействия коренным малочисленным народам Севера (ЦСКМНС). Минюст заявил, что центр «неоднократно нарушал законодательство» об НКО. Глава центра Родион Суляндзига связывает претензии с тем, что представители НКО неоднократно рассказывали «на международных площадках» о проблемах коренных жителей Арктики (включая конфликт между коренными народами Арктики и российскими нефтяниками).
Нарушение традиционного уклада жизни в 1990-е годы привело к развитию целого ряда заболеваний и патологий среди представителей малочисленных народов Севера. Значительно выше среднероссийских показателей среди этих народов показатели младенческой (в 1,8 раза) и детской смертности, заболеваемости инфекционными заболеваниями и алкоголизмом.

## Демография

### В советский период
В СССР с 1920-х годов официально выделяли 26 малочисленных народов Севера, их суммарная численность составляла: в 1959 году — 129,6 тысяч человек, в 1989 году — 181,5 тысяч человек. В 1920—1930-е годы вопросами северных народов занимался Комитет Севера ВЦИК (Комитет содействия народностям северных окраин при Президиуме ВЦИК).

### Современное состояние
По состоянию на 2009 год в 28 субъектах Российской Федерации компактно проживают 40 малочисленных народов Севера. Согласно данным Всероссийской переписи населения 2002 года, общая численность малочисленных народов Севера составила 244 тысяч человек, причём численность отдельных народов колебалась от 41 тысячи человек (ненцы) до 240 человек (энцы).
В целом существует положительная динамика демографических процессов в среде малочисленных народов Севера. Почти в 2,5 раза выросло число ороков (ульта), значительно (на 20—70 процентов) выросла численность ненцев, селькупов, хантов, юкагиров, негидальцев, тофаларов, ительменов, кетов и других. Численность ряда народов сократилась, что объясняется как общей отрицательной демографической динамикой в Российской Федерации, так и выделением в ходе переписи из состава малочисленных народов Севера самобытных этнических групп, которые стали идентифицировать себя в качестве самостоятельных народов.
В конце XX — начале XXI веков произошёл рост этнического самосознания малочисленных народов Севера. Возникли общественные объединения, учебные центры, ассоциации и профессиональные союзы (оленеводов, морских зверобоев и другие) малочисленных народов Севера, деятельности которых оказывается государственная поддержка. Во многих местах проживания малочисленных народов Севера воссозданы общины как традиционные формы организации совместной деятельности, распределения продукции и взаимопомощи. В ряде мест[уточнить] традиционного проживания и традиционной хозяйственной деятельности созданы «родовые угодья», территории традиционного природопользования регионального и местного значения, закреплённые за представителями малочисленных народов Севера и их общинами.
Около 65 процентов граждан из числа малочисленных народов Севера проживают в сельской местности. Во многих национальных сёлах и посёлках общины этих народов стали единственными хозяйствующими субъектами, выполняющими ряд социальных функций. В соответствии с законодательством Российской Федерации, общины как некоммерческие организации пользуются рядом льгот и используют упрощённую систему налогообложения.
В Российской Федерации в целом создана правовая база в сфере защиты прав и традиционного образа жизни малочисленных народов Севера. Россия является участницей международных договоров в этой сфере. Меры государственной поддержки (в виде льгот, субсидий, квот на использование биологических ресурсов) также законодательно закреплены. Льготы для представителей малочисленных народов Севера, проживающих в местах традиционного проживания и традиционной хозяйственной деятельности и занимающихся традиционными видами хозяйственной деятельности, предусмотрены Налоговым кодексом Российской Федерации, Лесным кодексом Российской Федерации, Водным кодексом Российской Федерации и Земельным кодексом Российской Федерации.
Значительным достижением стало формирование финансовых инструментов государственной поддержки социально-экономического развития малочисленных народов Севера. За последние 15 лет[уточнить] в Российской Федерации были реализованы три федеральные целевые программы, а также многочисленные региональные целевые программы и подпрограммы по социально-экономическому развитию малочисленных народов Севера, призванные сформировать условия для их устойчивого развития за счёт средств федерального бюджета, бюджетов субъектов Российской Федерации и внебюджетных источников. За счёт средств федерального бюджета были предусмотрены субсидии бюджетам субъектов Российской Федерации на поддержку северного оленеводства и племенного животноводства.
В местах традиционного проживания и традиционной хозяйственной деятельности малочисленных народов Севера для обучения детей оленеводов, рыбаков и охотников, в том числе на родном языке, действуют дневные общеобразовательные школы, школы-интернаты. В местах кочевания оленеводов инициировано создание кочевых школ, в которых дети получают начальное образование с учётом традиционного образа жизни малочисленных народов Севера.
В издательствах по государственному заказу издаётся учебно-методическая литература для изучения языков малочисленных народов Севера. Несколько десятилетий действует Институт народов Севера Российского государственного педагогического университета имени А. И. Герцена.
Российская Федерация приняла активное участие в проведении Международного десятилетия коренных народов мира, провозглашённого Генеральной Ассамблеей ООН в декабре 1994 года, а также стала первым государством, создавшим Национальный организационный комитет по подготовке и проведению в Российской Федерации Второго Международного десятилетия коренных народов мира.
За последние годы[уточнить], в рамках развития государственно-частного партнёрства, сформировалась практика заключения крупными промышленными компаниями, в том числе топливно-энергетического комплекса, договоров с органами государственной власти субъектов Российской Федерации, органами местного самоуправления, общинами малочисленных народов Севера, районными и поселковыми объединениями малочисленных народов, отдельными национальными домохозяйствами — владельцами «родовых угодий», что позволило создать внебюджетные фонды кредитной поддержки предприятий малочисленных народов Севера.

### Армия
Право на прохождение Альтернативной гражданской службы вместо военной по призыву закреплено в Конституции РФ.
Подать заявление на АГС может призывник, если он относится к одному из коренных малочисленных народов России, ведет традиционный образ жизни, осуществляет традиционную хозяйственную деятельность и занимается традиционными промыслами коренных малочисленных народов России (Федеральный закон от 25.07.2002 N 113-ФЗ (ред. от 04.08.2023) "Об альтернативной гражданской службе", Статья 2).

## Культура

### Праздники
- День оленевода
- День Оленя — праздник оленеводов в Ненецком автономном округе.
- День саамского флага — официальный международный день саамского флага.
- День Хоомея — праздник, посвящён искусству горлового пения.
- Древо жизни — национальный праздник вепсского народа, проходящий летом.
- С 1969 года в последнее воскресенье января отмечается общенародный праздник народов Севера – «Здравствуй, Солнце!»[8].
- Медвежий праздник — центральный обряд культа медведя, широко распространённого среди северных народов.
- Международный день саамов
- Наадым — тувинский национальный праздник животноводов.
- Праздник Севера — спортивные соревнования по зимним видам спорта.
- Цаган Сар — праздник монгольских и некоторых тюркских народов (например, тувинцев-тоджинцев) в честь начала весны.
- Шагаа — тувинский Новый Год по лунно-солнечному календарю.

### Ремёсла и промыслы
- Корневатик — плетёный сосуд, изготовляемый из кедрового корня и черёмухового прута у хантов и манси.
- Леуку — большой тяжёлый нож, используемый саамами в быту.
- Нухуко — традиционная детская игрушка ненцев, кукла, в основу которой положен птичий клюв.
- Паренский нож — разновидность традиционного северного ножа, изготавливаемая коряками.
- Чукотская резная кость — фигурки из моржового клыка, гравированные и рельефные изображения на моржовых клыках.